# Schönwald im Schwarzwald
Schönwald im Schwarzwald là một đô thị trong rừng Đen thuộc nước Đức. Năm 1737, đồng hồ cúc cu đã được phát minh bởi Franz Ketterer ở Schönwald.